# Loch Derculich
Loch Derculich är en sjö i Storbritannien.   Den ligger i kommunen Perth and Kinross och riksdelen Skottland, i den norra delen av landet, 600 km norr om huvudstaden London. Loch Derculich ligger 388 meter över havet. I omgivningarna runt Loch Derculich växer i huvudsak blandskog.